# Ручна поклажа (фільм)
Ручна поклажа (англ. Carry-On) — американський бойовик 2024 року режисера Жауме Коллет-Серра за сценарієм Ті Джея Фіксмана. У фільмі зіграли Тарон Егертон, Софія Карсон, Даніель Дедвайлер і Джейсон Бейтман . Сюжет розповідає про молодого офіцера TSA, якого шантажують, щоб він допустив нервово-паралітичну речовину на борт літака напередодні Різдва .
Carry-On був випущений Netflix 13 грудня 2024 року. Фільм отримав загалом позитивні відгуки критиків.

## Сюжет
У Лос-Анджелесі Ітан Копек, співробітник TSA в Міжнародному аеропорту Лос-Анджелеса, став цинічним і втратив амбіції після того, як не зміг вступити до поліцейської академії через приховування кримінального минулого свого батька. У переддень Різдва його вагітна дівчина Нора заохочує його повторно подати заявку та здійснити свою мрію. Натомість Ітан просить свого керівника, Філа Сарковські, призначити його на управління лінією сканування багажу, сподіваючись продемонструвати свою цінність для отримання підвищення.
Під час своєї зміни Ітан отримує навушник, через який з ним зв’язується безжалісний найманець Мандрівник, який наказує йому пропустити певний ручний багаж через сканер, інакше Нора буде вбита. Спільник Мандрівника, Спостерігач, стежить за Ітаном через систему відеоспостереження, блокуючи його спроби повідомити владу. Ітан потайки попереджає свого колегу, Лайонела, використовуючи повідомлення, написане невидимим чорнилом. Однак, перш ніж Лайонел встигає діяти, Мандрівник отруює його аконітином, що викликає смертельний серцевий напад. Зустрівшись з Ітаном наодинці, Мандрівник звинувачує його в смерті Лайонела через невиконання наказів.
Сарковські доручає другу Ітана, Джейсону, працювати на сканері. Щоб усунути його з ситуації, Мандрівник погрожує вбити Джейсона, змушуючи Ітана підставити його за пияцтво на роботі. За вказівкою Мандрівника Ітан пропускає Матео Флореса з ручним багажем. Пізніше Мандрівник розкриває вміст багажу: Новачок - смертельний і невиліковний нервово-паралітичний агент.
Тим часом детектив LAPD Олена Коул розслідує подвійне вбивство та виявляє, що жертви ввезли Новачок у країну. Коул повідомляє Міністерство внутрішньої безпеки (DHS) і пов’язує загрозу з невдалим дзвінком Ітана на 911. У відповідь проводиться перевірка всього термінала. Ітан додає Матео до списку пасажирів, які підлягають перевірці. Однак Мандрівник підозрює втручання Ітана та стикається з ним у вбиральні. Ітан заволодіває пластиковим пістолетом Мандрівника. У відповідь Мандрівник активує бомбу з Новачком.
Матео затримують для перевірки Сарковські, але Ітан втручається, погрожуючи їм обом зброєю. Ітан відмовляється стріляти в Сарковські, що змушує Матео смертельно поранити його ножем. Матео розповідає, що його теж змушують діяти, адже Спостерігач тримає його чоловіка Джессі в заручниках. Часу залишається все менше, і Мандрівник спрямовує Ітана для скидання бомби. Після цього Матео отримує наказ убити Ітана, але пластиковий пістолет перегрівається і вибухає, вбиваючи Матео. Мандрівник забирає кейс із Новачком і наказує Спостерігачу вбити Нору. Ітан за допомогою телефону Матео попереджає її. Нора ледве уникає Спостерігача, якого врешті-решт вбиває Джессі.
По дорозі в аеропорт із агентом DHS Джоном Олкоттом Коул розуміє, що він самозванець — один зі спільників Мандрівника — і вбиває його у самообороні. Прибувши до аеропорту, вона стикається з Ітаном, підтверджує загрозу та повідомляє LAPD, ініціюючи закриття термінала. Коул з’ясовує, що метою Мандрівника є конгресменка на борту рейсу до Вашингтона, яка виступає за збільшення фінансування озброєнь. Атака з використанням Новачка покликана скомпрометувати Росію, забезпечивши схвалення Конгресом значних витрат на оборону, що принесе вигоду виробникам зброї.
Мандрівник сідає на рейс, не знаючи, що Ітан підмінив бомбу на ідентичну, але більшу валізу, змушуючи його покласти її в вантажний відсік літака. Ітан пробирається у відсік, щоб знешкодити бомбу, тоді як Нора переконує Коул дозволити літаку злетіти, щоб Мандрівник не запідозрив обману. Коли Ітан починає розбирати бомбу, Мандрівник отримує сповіщення та стикається з ним, погрожуючи зброєю. Перш ніж Мандрівник встигає повторно активувати Новачок і втекти з парашутом, Ітан зачиняє його в герметичній холодильній камері разом із нервово-паралітичним агентом, убиваючи його. Літак безпечно повертається в аеропорт.
Через рік Ітан, Нора та їхня дитина проходять через контрольно-пропускний пункт TSA, готуючись вирушити на Таїті разом із Джейсоном та його родиною. Ітан кладе свій жетон LAPD у лоток для сканування.

## Акторський склад
- Тарон Еджертон у ролі Ітана Копека
- Джейсон Бейтман у ролі Мандрівника
- Софія Карсон у ролі Нори Парізі
- Даніель Дедвайлер у ролі Елени Коул
- Тонатіу у ролі Матео Флореса
- Тео Россі у ролі Спостерігача
- Логан Маршалл-Грін у ролі Агента Олкотта
- Дін Норріс у ролі Філа Сарковські
- Сінква Воллс у ролі Джейсона Нобла
- Кертіс Кук у ролі Лайонела Вільямса
- Джо Вільямсон у ролі Рона Данна
- Гіл Перес-Абрахам у ролі Едді
- Джош Бренер у ролі Гершеля

## Виробництво
У червні 2021 року Amblin Partners підписали угоду з Netflix про виробництво кількох фільмів на рік для потокового сервісу.  Спочатку планувалося, що Carry-On буде першим фільмом, який буде випущено в рамках угоди; першу чернетку сценарію написав колишній сценарист «Ігор безсоння» Т. Джей Фіксман, а іншу чернетку написав Майкл Грін . 
У липні 2022 року було оголошено, що Тарону Егертону дали головну роль Ітана Копека.  У серпні 2022 року Джейсон Бейтман приєднався до фільму, знявшись разом із Егертоном у ролі таємничого мандрівника.  Софія Карсон і Даніель Дедвайлер приєдналися до акторського складу у вересні 2022 року  Тео Россі приєднався до акторського складу в жовтні 2022 року  Дін Норріс, Логан Маршалл-Грін і Сінква Уоллс були серед восьми нових акторів, які приєдналися до фільму пізніше того ж місяця. 
З орієнтовним бюджетом у 47 мільйонів доларів  основні зйомки проводилися в Новому Орлеані, штат Луїзіана, з вересня 2022 року по січень 2023 року. 

## Випуск
Carry-On вийшов на Netflix 13 грудня 2024 року.  

## Сприйняття
На сайті-агрегаторі рецензій Rotten Tomatoes 84% із 58 рецензій критиків є позитивними, із середнім рейтингом 6,8/10. У консенсусі сайту зазначено: «Тарон Еджертон і Джейсон Бейтман у несподіваній для себе ролі створюють чудових суперників у "Carry-On", трилері в ретро-стилі, який упевнено долає всі перешкоди логіки сюжету завдяки майстерній реалізації». Metacritic, який використовує зважений середній показник, оцінив фільм у 68 балів зі 100 на основі 25 рецензій критиків, що вказує на «загалом схвальні» відгуки.

## Зовнішні посилання
- Ручна поклажа на сайті Netflix
- Ручна поклажа на сайті IMDb (англ.)